# Puntea lui Varolio

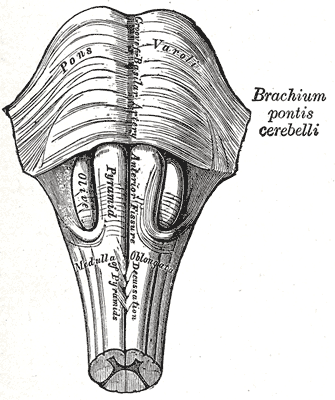
Puntea lui Varolio, vedere anterioară

Puntea lui Varolio (latină: pons Varolii), numită și protuberanța inelară, reprezintă o formațiune anatomică nervoasă care se află în completarea bulbului rahidian, aici închizându-se numeroase circuite reflexe cu însemnătate dominant defensive. Ca formă, puntea are un aspect cuboid cu înălțimea de 26 mm, lățimea de 35 mm și grosimea de 25 mm. Formațiunea poartă numele anatomistului italian Costanzo Varolio (1543–1575).

## Configurație externă
Puntea are aspect cuboid și se prezintă sub forma unei benzi de substanță albă, formată din fascicule de fibre transversale pe extremitatea superioară a bulbului. Are o față anterioară, una posterioară, două fețe laterale și două margini (una inferioară și una superioară). Fața anterioară este străbătută pe linia mediană de un șanț longitudinal (șanțul bazilar), în interiorul căruia se situează trunchiul arterial bazilar. Pe marginile șanțului se reliefează două umflături numite piramide pontine, prelungire la acest nivel a piramidelor bulbare. Lateral de piramidele pontine se află emergența nervului trigemen. Fețele laterale se continuă cu pedunculii cerebeloși mijlocii. Fața posterioară acoperită de cerebel are o formă triunghiulară și constituie jumătatea superioară a podișului ventriculului al patrulea.
În grosimea punții se disting două segmente: unul anterior, numit picior și altul posterior, numit calotă. Cele două segmente sunt despărțite de corpul trapezoid. Pe linia mediană se observă o încrucișare de fibre, formațiune ce poartă numele de rafeu. Acesta împarte puntea în două jumătăți simetrice.

## Configurație internă
În structura internă a punții dispoziția celor două tipuri de substanță nervoasă este similară cu cea a bulbului și a măduvei spinării. În interior, în formă de insule și nuclei, se află substanța cenușie, iar la exterior, dominantă la acest nivel, se găsește substanța albă.

### Nuclei

Diagrama unei secțiuni transversale prin puntea inferioară. Cu gri sunt reprezentați nucleii punții.

Substanța cenușie este reprezentată de nucleii unor nervi cranieni (motori, senzitivi și vegetativi) și de formațiuni proprii ale punții. În partea dorsală a punții se află nucleii nervilor craniei V, VI, VII și VIII. Nucleul motor al trigemenului este situat în puntea superioară, sub porțiunea laterală a podelei ventriculului IV. Fibrele sale trec ventral și lateral pentru a apărea ca o mică rădăcină motorie la joncțiunea dintre punte și pedunculul cerebelos mijlociu. Lateral de nucleul motor se află nucleul senzorial principal al nervului trigemen. Acesta primește acele fibre ale rădăcinii senzitive care deservesc tactul. Nucleul abducens se află în puntea inferioară, în apropierea liniei mediane, înconjurat fiind de fibre ale nervului facial. Nucleul abducens și fibrele nervului facial formează o mică umflătură, coliculul facial, în podeaua ventriculară. Nucleul facial se situează profund și distal față de linia mediană. O colecție de celule alături de nucleul facial formează nucleul salivator superior (parasimpatic). Din acesta emerg axonii care trec în nervul intermediar al lui Wrisberg și ajung la ganglionii pterigopalatin și submandibular. Partea inferioară formează nucleul salivator inferior, chiar deasupra joncțiunii pontomedulare; fibrele sale se alătură nervului glosofaringian pentru a ajunge la ganglionul otic. Nucleii nervului vestibulocohlear se află sub podeaua unghiului lateral al ventriculului IV (zona vestibulară) atât în punte, cât și în bulb; nucleii vestibulari și cohleari sunt separați. Fibrele vestibulare care emerg din meatul acustic intern trec anterior de pedunculul cerebelos inferior și sinapsează în nucleii vestibulari, multe dintre aceste fibre trecând înapoi în acel peduncul. Alte fibre se alătură fasciculului medial longitudinal și fac sinapsă în nucleii extraoculari și cu neuronii din coarnele măduvei cervicale. Unele dintre aceste conexiuni constituie baza pentru reflexele vestibulo-oculare. Nucleii cohleari sunt în principal bulbari, dar se extind și în puntea inferioară. Aceștia primesc fibre de la ganglionul spiral al cohleei și își trimit axonii în nucleii cohleari dorsal și ventral. Axonii acestora formează corpul trapezoid, parte a căii auditive. Terminațiile cele mai îndepărtate ale nucleului dorsal al vagului și ale nucleului tractului solitar se extind, de asemenea, în punte, dar aparțin în esență bulbului.
Substanța reticulată este situată în partea mijlocie a punții între nucleii nervilor cerebrali și porțiunea bazală, aproape de linia mediană. Ea se compune din fibre și celule nervoase cu așezare dezordonată, formând o substanță care se deosebește atât de substanța albă, cât și de cea cenușie. Micile îngrămădiri de celule nervoase alcătuiesc nucleul reticular în care putem distinge nuclei mai mici. Fibrele au dat naștere aspectului specific și denumirii de substanță reticulată. Parțial, aceste fibre sunt organizate în tracturi motorii ascendente și descendente ca: tractul spinoreticulat, reticulospinal, reticuloreticulat și rubroreticulat.
Locus cœruleus este un grup de neuroni noradrenergici situați în partea superioară a tegmentului pontin dorsolateral. Acești neuroni au axoni extrem de ramificați care se proiectează pe toată suprafața nevraxului și constituie singura sursă de noradrenalină pentru neocortex, hipocamp, cerebel și cea mai mare parte a talamusului. Activitatea neuronală a locus cœruleus joacă un rol central în integrarea informațiilor senzoriale pentru a modula excitarea, atenția și memoria. Aproape de linia mediană de-a lungul nevraxului, dar concentrați mai ales în puntea dorsală, se află nucleii mediani ai rafeului. Acești nuclei conțin neuroni serotoninergici mari care se proiectează extensiv în creier.

## Vascularizație
Vascularizația punții este asigurată de ramurile mijlocii ale arterei cerebeloase superioare și ramurile pontine ale arterei bazilare. Întoarcerea venoasă se realizează în sinusul pietros inferior și plexul bazilar.